# Norinco Type 86S
Le Type 86S est la version de tir sportif d'un fusil d'assaut de type AKM de forme Bullpup produit par Norinco. Dérivé du Fusil Type 56 (mécanisme) et du FAMAS F1 (ergonomie et forme générale), le Type 86 servit de banc d'essai au Norinco QBZ-95.

## Présentation
Il fut produit pour la première fois dans les années 1980 en Chine. Ses munitions sont du type 7,62 mm M43. Il mesure seulement 67 cm (avec un canon de 44 cm) pour 3 kg environ. Relativement rare (moins de deux mille 86S vendus aux États-Unis), il est néanmoins connu des cinéphiles à travers À toute épreuve de John Woo.
On peut le voir également dans certains jeux vidéos tels que Métro Exodus sous le nom de Bulldog.